# Vermont Green FC
Vermont Green Football Club is een Amerikaanse voetbalclub gevestigd in Burlington, Vermont, dat in het seizoen 2022 begon te spelen in de USL League Two. De missie van de club is gericht met als belangrijke waarde ecologische rechtvaardigheid en met als doel een netto nul voetbalclub te worden. De club is ook lid van One Percent for the Planet en doneert daarom 1% van de jaarlijkse inkomsten van de club aan goedgekeurde milieupartners.

## Geschiedenis
Voorafgaande aan Vermont Green was Burlington de thuisbasis van de USL League Two club, Vermont Voltage. Deze club was actief was tussen 1997 tot 2014.
Op 12 oktober 2021 werd de club officieel aangekondigd als het nieuwste team van USL League Two. Een van de medeoprichters van de club is Matthew Wolff, een grafisch ontwerper die bekend staat om zijn werk met betrekking tot voetballogo's en -shirts. Wolff ontwierp het logo van Vermont Green FC, dat in februari 2022 werd onthuld.

### 2022
De club speelde zijn eerste wedstrijd op 16 mei 2022 uit tegen Boston City FC. De Noor Eythor Bjorgolfsson scoorde laat in de eerste helft het eerste doelpunt ooit voor Vermont Green uit een strafschop. De wedstrijd werd uiteindelijk met 4-0 gewonnen.
Op 28 mei 2022 won Vermont Green FC in de eerste thuiswedstrijd van het seizoen. De Portugese middenvelder Rodrigo Vaza scoorde zijn eerste doelpunt voor de club en het eerste VGFC-thuisdoelpunt in de geschiedenis. Op 17 juli 2022 versloeg Vermont Green Western Mass Pioneers met 1-0 voor een uitverkocht stadion van 2.500 toeschouwers en bemachtigde zo een play-off plek in hun eerste seizoen. In de kwartfinale van de conference play-off won Vermont Green van Lionsbridge FC met 1-2, echter The Green strandde uiteindelijk in de halve finale van de conference play-off tegen de Long Island Rough Riders.
Tijdens de MLS Superdraft van 2023 werden drie oud-spelers van Vermont Green FC geselecteerd door MLS teams, namelijk Owen O’Malley door St. Louis SC, Eythor Bjørgolfsson door de Seattle Sounders en Nick Christoffersen door CF Montreal.

### 2023
De interesse in Vermont Green bleef groeien in de aanloop naar hun tweede seizoen. In het voorjaar van 2023 dat seizoenskaarten voor het dat seizoen uitverkocht was, met in totaal 1.250 verkochte kaarten. Daarnaast waren vijf van de zeven thuiswedstrijden uitverkocht. Op het veld wonnen de Greens tien wedstrijden en eindigden ze op de 3de plaats in de Northeast Division van de USL League Two. De Greens werden uitgesloten van de play-offs van de USL League Two na een gelijkspel van 1-1 tegen Pathfinder FC. Ze eindigden uiteindelijk twee punten achter Western Mass Pioneers voor de laatste play-offplek. Naast competitiewedstrijden speelde het team ook vriendschappelijke wedstrijden tegen CS Mont-Royal Outremont uit de Ligue1 Quebec, Kingston Stockade van de National Premier Soccer League en de lokale club Juba Star FC.

## Stadion
De club speelt haar thuiswedstrijden op Virtue Field op de campus van de Universiteit van Vermont.

## Seizoenen
| Jaar | Competitie     | Niveau | G  | W  | GL | V | +  | -  | Reg. Seizoen   | Play-offs                 | US Open-beker             |
| ---- | -------------- | ------ | -- | -- | -- | - | -- | -- | -------------- | ------------------------- | ------------------------- |
| 2022 | USL League Two | 4      | 14 | 9  | 1  | 4 | 38 | 14 | 3de, Northeast | Conferentie halve finales | Niet in aanmerking komend |
| 2023 | USL League Two | 4      | 14 | 10 | 1  | 3 | 38 | 12 | 3de, Northeast | Niet gekwalificeerd       | Niet gekwalificeerd       |
| 2024 | USL League Two | 4      | 13 | 9  | 2  | 2 | 31 | 9  | 3de, Northeast | TBD                       | 2de Ronde                 |